# 호사도요
호사도요(豪奢 - , Rostratula benghalensis)는 도요목 호사도요과에 속하는 새이다. 아프리카, 남아시아, 동남아시아의 습지에서 서식한다. 2005년 3월 17일 대한민국의 천연기념물 제449호로 지정되었다.

## 모습

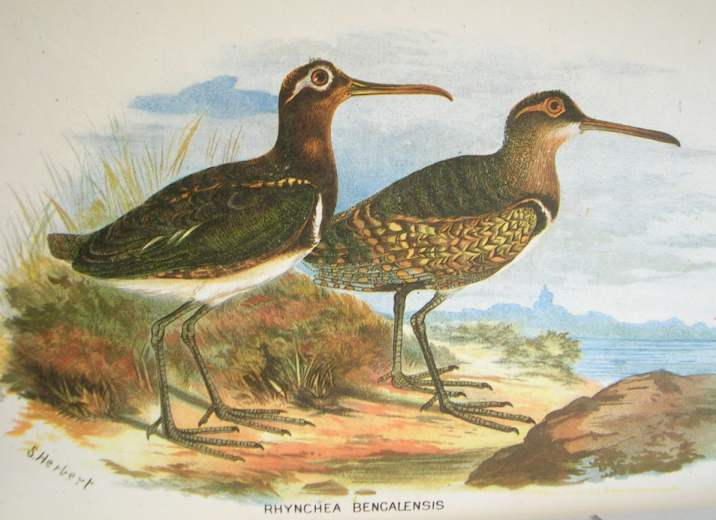
암컷(왼쪽)은 더 다채로운 색을 하고 있다.

다른 새들과 비교하여 몸 크기는 중간 정도이고, 토실토실한 모습의 섭금류 새이다. 긴 적갈색 부리를 가지며 부리 끝부분은 살짝 아래로 굽어있는 형태다. 눈가는 뚜렷하게 흰색이거나 살짝 분홍빛을 띤다. 날개에는 둥근 담황색 점들이 있고, 꼬리는 짧은 편이다. 가슴은 흰색이며, 날개를 접었을 때 그 윗부분은 흰색으로 가슴과 색이 이어진다. 호사도요는 도요새와 별 관련성이 없다. 호사도요는 도요새와 습성, 비행, 생김새 등에서 차이를 보이는데, 호사도요는 도요새보다는 훨씬 더 다채로운 색이며 더 긴 다리를 가지고 있다. 호사도요는 성적 이형성을 보이는 종으로 수컷보다 암컷이 더 크고 더 밝은 색을 가지고 있다. 또한, 암컷은 머리 옆부분, 목 등이 진한 밤색이며 가슴에 뚜렷한 검은색 띠가 있다. 수컷은 더 옅은 색이고 암컷보다는 회색에 더 가까운 색을 하고 있다.

## 행동

### 서식
주로 습지, 늪, 연못, 하천 등의 물가의 갈대밭 근처에서 서식한다.

### 먹이
주로 곤충, 갑각류, 연체동물, 씨앗 등을 먹는다.

### 번식
암컷이 수컷에게 구애하는 형식이며, 일처다부제이다. 수컷이 알을 품고 어린 새끼를 돌본다. 새끼는 담황색이고 몸을 따라 검은색 줄무늬가 있다. 다 자라지 않은 새는 수컷과 비슷한 모습이지만 가슴에 검은색 선이 없다는 차이를 보인다. 번식기는 4월과 7월 사이이다.

## 사진

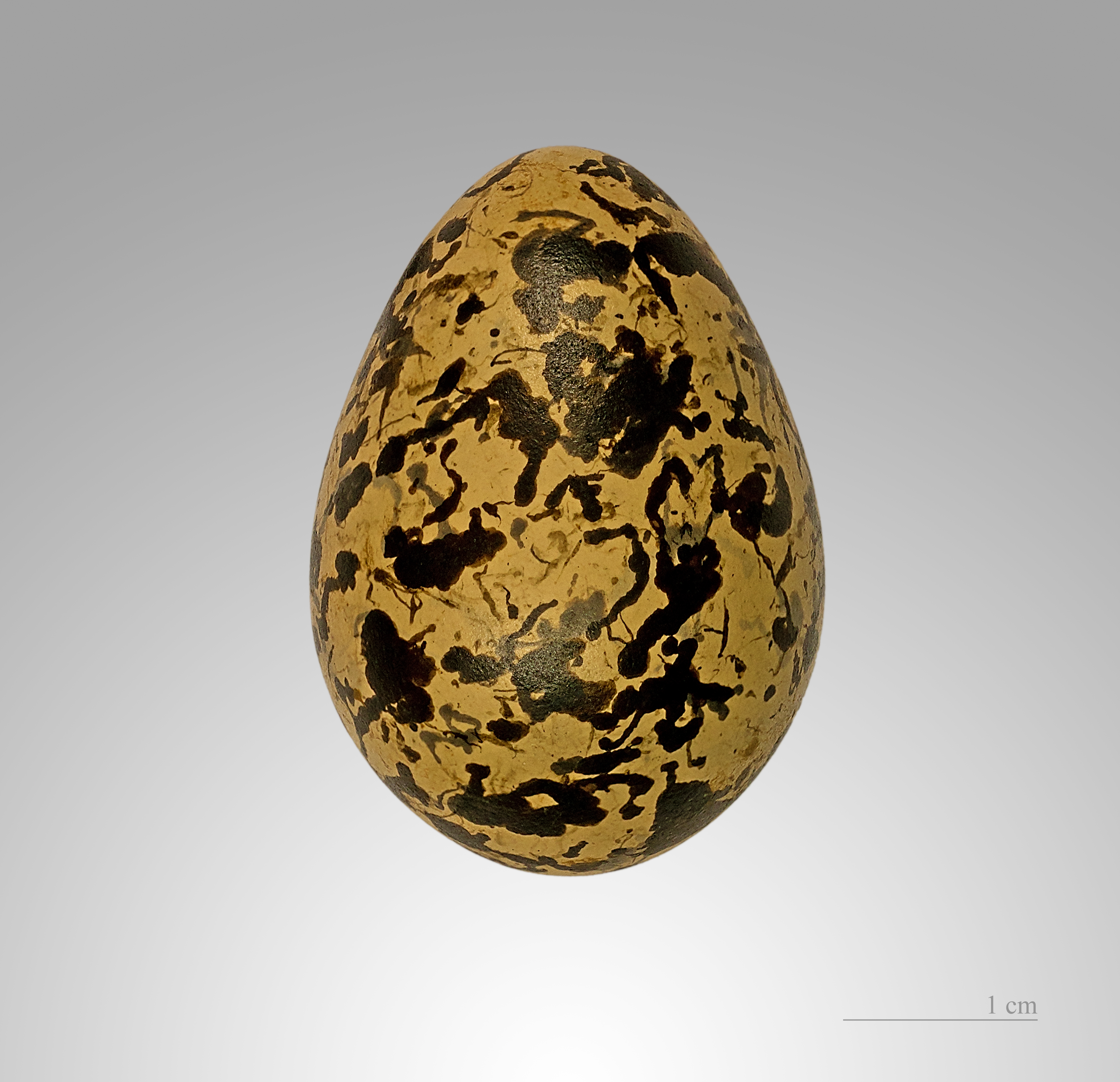
호사도요의 알, 프랑스 툴루즈박물관 소장
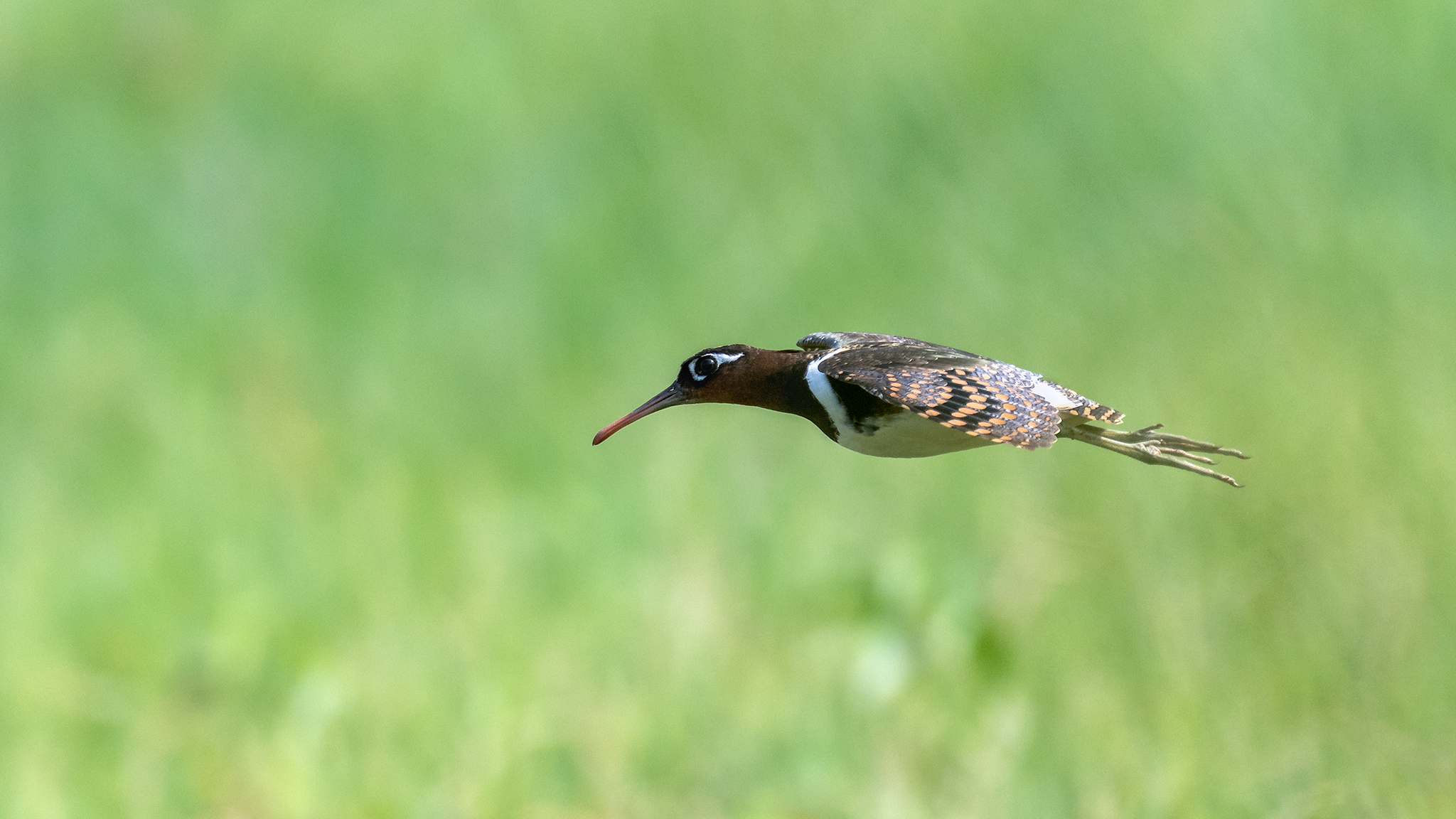
비행 중인 암컷
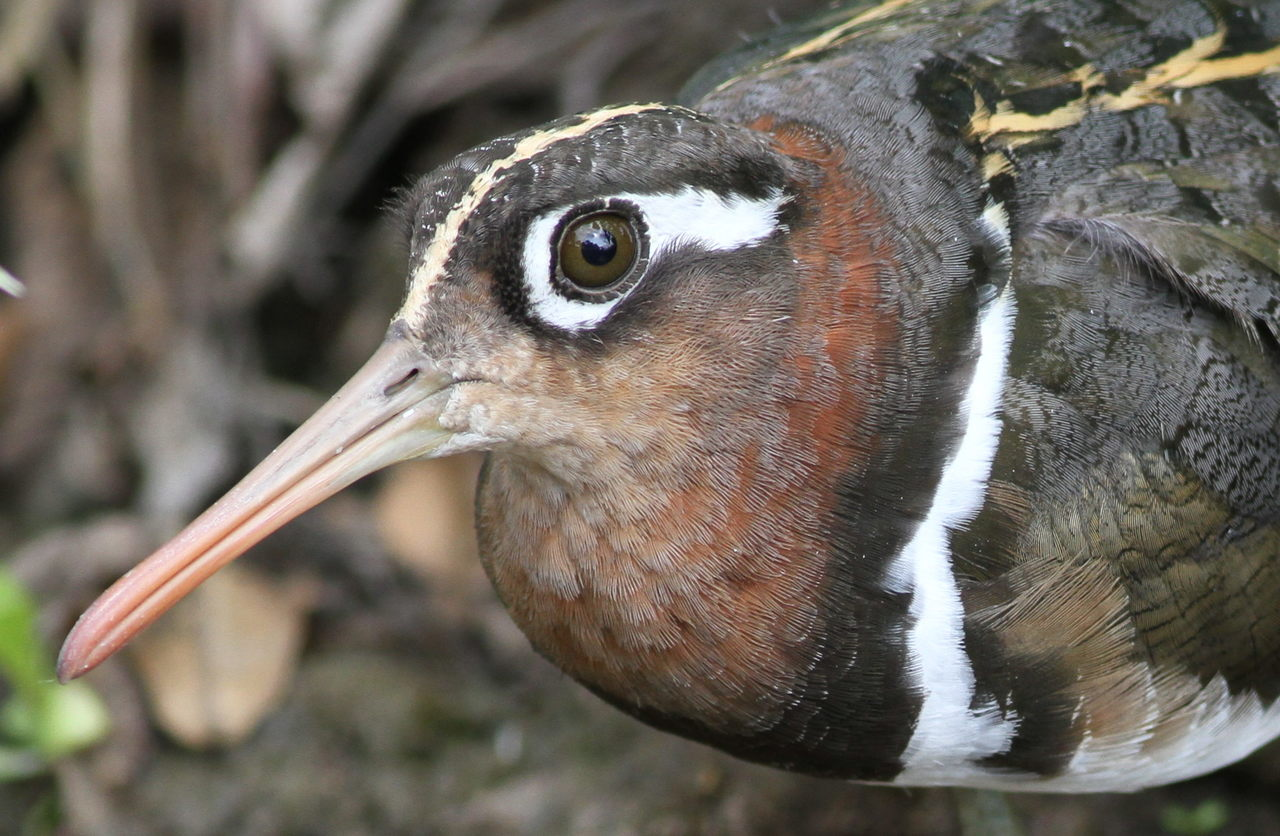
근접 촬영한 암컷, 남아프리카공화국 크루거국립공원에서 촬영
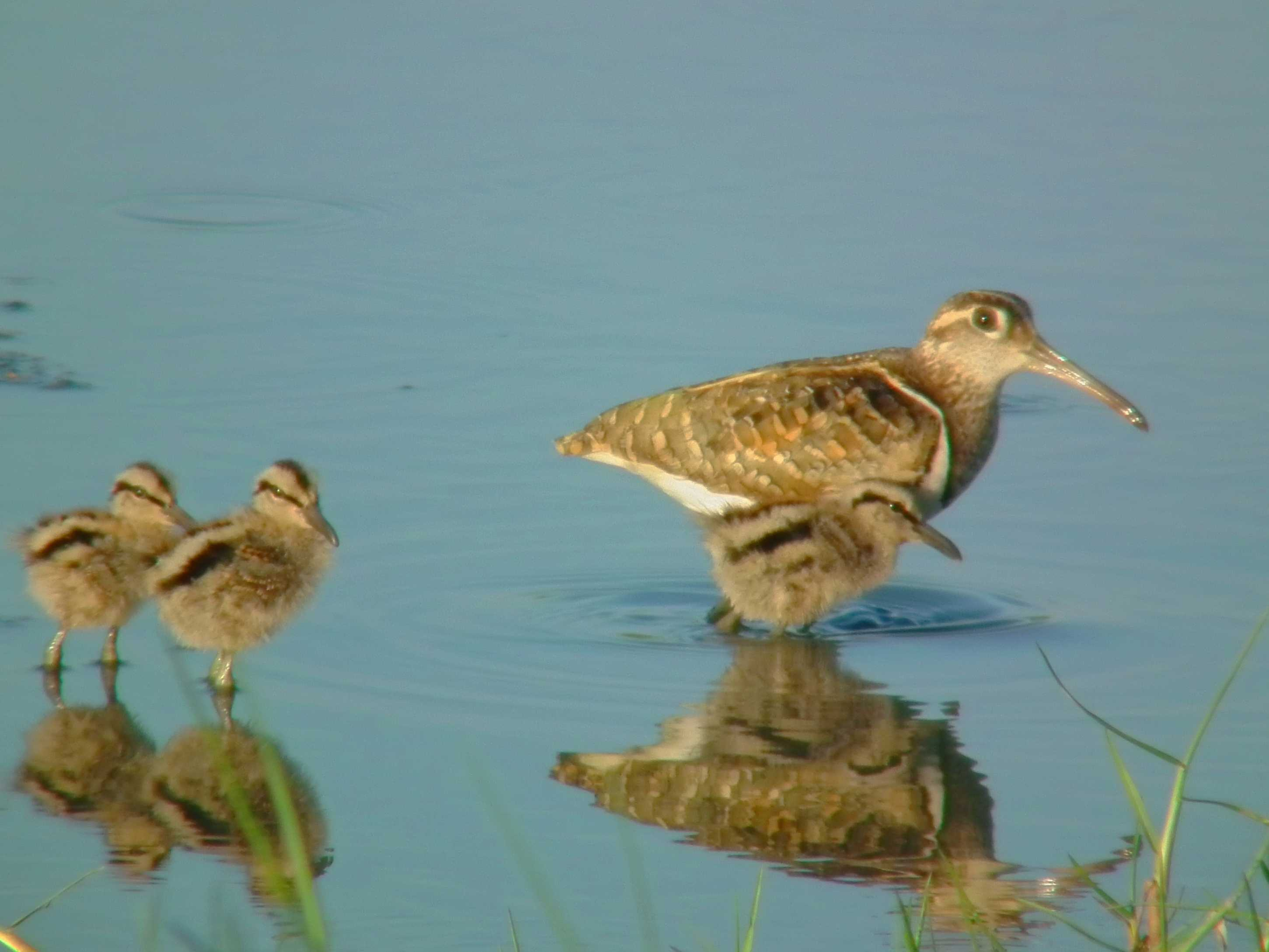
수컷과 새끼들, 홍콩에서 촬영